# Verwaltungsgemeinschaft Langensendelbach
Die Verwaltungsgemeinschaft Langensendelbach im oberfränkischen Landkreis Forchheim wurde im Zuge der Gemeindegebietsreform am 1. Mai 1978 gegründet. Zum 1. Januar 1980 wurde die Gemeinde Langensendelbach entlassen. Der Sitz der Verwaltungsgemeinschaft wurde mit gleicher Wirkung nach Effeltrich verlegt und die Körperschaft in Verwaltungsgemeinschaft Effeltrich umbenannt.